# Servidor semi-dedicado
El concepto de servidor semi-dedicado aparece cuando se necesita algo más que un simple plan de hosting virtual, debido a una mayor necesidad de espacio en disco, transferencia y recursos del servidor; pero, a su vez, las necesidades no son tantas como para llenar un servidor dedicado completo. En otras palabras, un servidor semi-dedicado, es físicamente un mismo hardware (una misma máquina), que aloja a 2, 3 o 4 clientes dependiendo de la división que se haga de dicho hardware.

## ¿Es un servidor semi dedicado una forma de hosting virtual?
Efectivamente lo es. La administración del servidor en sí mismo, los accesos de root (contraseñas maestras del servidor), el mantenimiento y todo lo relacionado con las actualizaciones de software, son responsabilidad de la empresa de hosting. El servidor se divide entre 2, 3 o 4 clientes, dependiendo de las necesidades de los mismos. La ventaja del sistema de servidor semi dedicado, es que entre clientes podrán adquirir máquinas más grandes, pagando menos, y teniendo un mejor rendimiento.
A modo de ejemplo, un servidor dedicado P3 o Celerón de 2.0 Ghz, con 512 de RAM y cPanel, aguantaría poco más de 10 000 visitantes al día, y luego comenzaría a dar problemas de estabilidad o al menos de lentitud. Sin embargo, es un servidor dedicado muy barato, de unos US$ 119 mensuales. Por el contrario, un servidor Xeon de 4 procesadores de 2.4 Ghz, con 2 GB de RAM y doble disco duro SATA o SCSI, podría alojar perfectamente a 4 clientes, que pagando US$ 130 cada uno, tendrían un servicio de calidad superior, en un hardware más potente, permitiendo así el alojamiento de más visitantes, mayor velocidad y estabilidad. Pero claro, adquirir esa máquina y tenerla como servidor dedicado, tiene un costo de casi US$ 300 mensuales ¡sin administración! Entonces, el servidor semi dedicado es la herramienta perfecta para clientes de consumos altos, de exigencia en cuanto a capacidad de procesamiento por parte del server, y con buen número de visitantes al día, superando así las expectativas de los servidores dedicados pequeños y medios incluso.

## Ventajas de un servidor semi dedicado
- Más velocidad, espacio en disco y mejor aprovechamiento de los recursos del servidor en comparación con un plan de hosting virtual normal.
- Hardware más performante compartido entre 2, 3 o 4 clientes (dependiendo del plan de servidor semi dedicado contratado).
- Mejor precio. Utilizar un servidor semi dedicado de gran porte, con un excelente hardware, es más económico que contratar servidores dedicados pequeños o medianos, y tiene mejor rendimiento incluso.
- Flexibilidad en el plan contratado. Como todos los planes de hosting virtual, crecer o disminuir el plan de servidor semi dedicado, es un procedimiento muy sencillo, y con pocos cambios administrativos, se cuenta con más (o menos - en caso de bajar el plan) ancho de banda, espacio en disco y capacidad para dominios.

## Desventajas de un servidor semi dedicado
- Compartir el mismo hardware: En realidad un servidor semi dedicado es un plan avanzado de hosting virtual, pero no deja de ser un plan en donde se comparte el hardware, con las desventajas que ello conlleva. Por ejemplo, si un cliente creciera de forma estrepitosa, y este crecimiento ocasionara la lentitud o caída del servidor en sí, este problema le terminaría afectando hasta que la empresa de hosting y el cliente en cuestión tomen cartas en el asunto.
- Compartir la misma IP: Relacionado con el punto anterior, el hecho de compartir una IP con otros clientes, puede dificultar su trabajo como webmaster a la hora de posicionar los sitios web en buscadores. Si bien es cierto que es posible asignar una IP a un sitio específico, dicha tarea se hace de forma manual, y el procedimiento es algo lento y tedioso de llevar adelante. Así, el compartir un servidor, generalmente significa también, compartir la misma asignación IP (Internet Protocol).
- Datos: Q6126200